# Otto Fredrik Düring
Otto Fredrik von Düring, född omkring 1694 och död 1715, var en svensk militär. Han var bror till Johan Christoffer von Düring. 
Düring var liksom sin bror först i holsteinsk tjänst. 1714 blev han svensk överstelöjtnant. Under det antagna namnet Erik von Ungern var han tillsammans med Gustaf Fredrik von Rosen följeslagare till Karl XII hela vägen under den långa ritten till Stralsund. Året efter blev han utsedd till överste. Han stupade i spetsen för sitt regemente vid Stralsunds försvar den 7 december 1715.